# Alexandre Ricard (rugby à XV)
Pour les articles homonymes, voir Ricard (homonymie).
Pour le dirigeant du groupe Pernod Ricard, voir Alexandre Ricard.
Pas d'image ? Cliquez ici

a Compétitions nationales et continentales officielles uniquement.

Dernière mise à jour le 1 juillet 2025.
Alexandre Ricard, né le 30 juin 1997, est un joueur français de rugby à XV qui évolue au poste de deuxième ligne. 

## Biographie
Alexandre Ricard commence le rugby au sein du SC Albi de 2008 à 2015. Il rejoint ensuite le Colomiers rugby. 
Après cinq saisons en Pro D2 à Colomiers rugby et un contrat courant jusqu'en 2024, il est recruté par l'Union Bordeaux Bègles à partir de la saison 2023-2024 qui trouve un accord avec Colomiers pour le libérer de sa dernière année de contrat. 
Le 26 août 2023, il joue son premier match avec l'Union Bordeaux Bègles et en Top 14 contre le Castres olympique,.
Après deux saisons à Bordeaux, il est annoncé sur le départ pour le CA Brive à compter de la saison 2025-2026.